# Junon et le Paon (film)
Cet article concerne le film. Pour la pièce de théâtre, voir Junon et le Paon.
Pour plus de détails, voir Fiche technique et Distribution.
Junon et le Paon (Juno and the Paycock) est un film britannique réalisé par Alfred Hitchcock en 1929 et sorti en 1930. Le film est tiré de la pièce éponyme de l'auteur irlandais Seán O'Casey.

## Synopsis
À Dublin, un orateur est froidement abattu en plein discours, ce qui provoque une panique. Au pub, nous faisons la connaissance de Boyle, faux capitaine, menteur, buveur, fainéant et sans emploi et de son voisin, Joxer, personnage sans grande personnalité. On apprend dans la conversation qu'il y a eu un règlement de comptes entre deux groupes d'Irlandais, et que la victime - Tancred - a été dénoncée par un traitre. La famille Boyle (le capitaine, Junon, la fille Marie et le fils Johnny) tente désespérément de survivre, quand survient Bentham, un clerc de notaire qui leur annonce un fabuleux héritage. La famille Boyle s'empresse d'acheter des meubles, un costume pour le capitaine et même un phonographe... cela, avant d'avoir l'argent. On apprend ensuite que Bentham a disparu et que l'héritage en question n'existe pas. Les créanciers reviennent rechercher les meubles et le costume, une voisine embarque le phonographe pour se rembourser. Junon Boyle confie alors à son mari que leur fille Marie a quelque chose de plus grave que la tuberculose, elle est enceinte de Bentham. Sachant que son père va la répudier, Marie attend sa mère en bas de l'immeuble. Survient alors son ancien petit ami qui, avec générosité, lui propose d'oublier sa liaison avec Bentham, mais quand Marie lui confie qu'elle est enceinte, il se sauve. Dans l'appartement, ne reste plus que Johnny, deux tueurs montent chez lui et l'emmènent de force, c'est lui le traitre. Madame Madigan annonce à Junon que son fils a été abattu, celle-ci s'en va avec sa fille.

## Fiche technique
- Titre : Junon et le Paon
- Titre original : Juno and the Paycock
- Réalisation : Alfred Hitchcock
- Scénario : Alma Reville, adapté de la pièce éponyme de Seán O'Casey
- Production : John Maxwell
- Photographie : Jack E. Cox
- Montage : Emile de Ruelle
- Direction artistique : Norman Arnold et Norman G. Arnold (non crédité)
- Studios : Elstree
- Distribution : Wardour Films
- Pays d'origine :  Royaume-Uni
- Format : Noir et blanc - Son : Mono (RCA Photophone System)
- Genre : Drame
- Durée : 85 min
- Date de sortie : 1930

## Distribution
- Edward Chapman : capitaine Boyle (le paon)
- Sara Allgood : Mme Boyle (Junon)
- Maire O’Neill : Mme Madigan
- Sidney Morgan (en) : Joxer
- Barry Fitzgerald : l'orateur
- John Laurie : Johnny Boyle
- Dave Morris : Jerry Devine
- Kathleen O'Regan : Mary Boyle
- John Longden : Charles Bentham

## Analyse